# Moheb Alilu
Moheb Alilu (en persan : محب علي لو, également romanisé en Moḩeb ‘Alīlū ; aussi appelé Moḩeblar) est un village de la province d'Azerbaïdjan de l'Est, en Iran. Il est rattaché à la préfecture de Khoda Afarin.
Lors du recensement de 2006, le village compte 83 habitants, répartis en 19 familles.